# 平地机

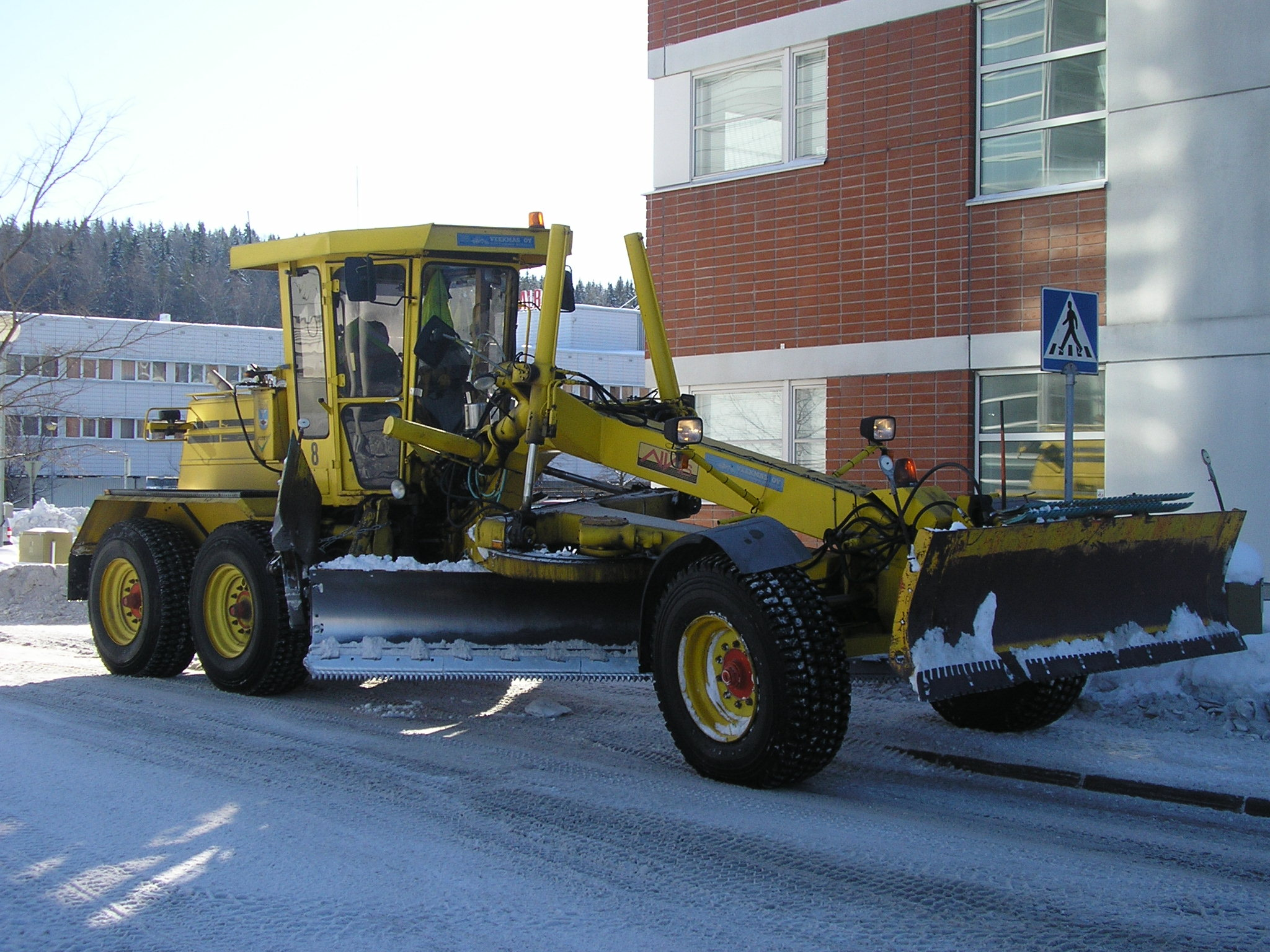
一台平地机

平地机又名道路平地机或者自动平地机，是一种带有长铲刀的重型机械设备，用于土地或者道路平整中。最早的平地机是用马作为牵引，后来改为拖拉机牵引，大多数现代平地机则是自动推进的，因此从技术上讲是“自动平地机”。
典型的平地机有三个轮轴，方向盘在前面，接着是平地机铲刀，最后是驾驶室，发动机在前后轴串联的顶部。一些平地机还配备了前轮驱动，用以提高性能。有些平地机有可选的后部附件，如：裂土器、松土器或压实机。对于除雪和除污垢操作，还可以安装主叶片延长件。

## 功能

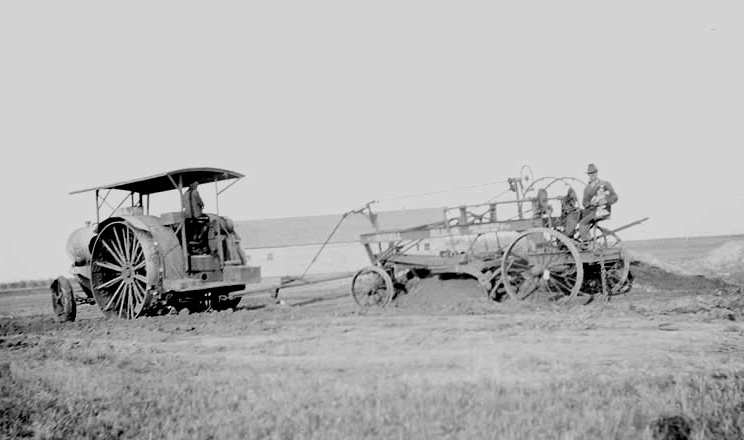
1918年的平地机

平地机通常用在土路和碎石路的施工和维护。在修建平面道路时，平地机可以制造一层宽阔平坦的基层。平地机也可以制造原生土或砂砾基层。在一些国家，平地机在公路两侧修建具有浅形横截面的排水沟。

## 主要制作商

### 美国
- 凯斯公司（英语：Case Corporation）
- 卡特彼勒
- 约翰迪尔
- 海普克（英语：HEPCO）
- 特雷克斯公司（英语：Terex）
- 新荷兰机械公司（英语：New Holland Machine Company）

### 瑞典
- 沃尔沃集团

### 日本
- 小松制作所
- 三菱重工业

### 中国
- 三一重工
- 广西柳工机械
- 徐工集团